# Quadrat-Stopa
Quadrat-Stopa, kvadratnih stopa, war ein Flächenmaß in Kroatien und Serbien und war der Fuß (Stopa) im Quadrat als Flächenmaß.
- 1 Quadrat-Stopa / kvadratnih stopa = 0,099856 Quadratmeter
- 36 kvadratnih stopa = 1 kvadratnih hvat/Quadratklafter = 3,59 Quadratmeter